# Václavov (Buzice)
Václavov je malá vesnice, část obce Buzice v okrese Strakonice v Jihočeském kraji. Nachází se asi 1,5 kilometru severovýchodně od Buzice. Je zde evidováno 10 adres. V roce 2011 zde trvale žilo šest obyvatel.
Václavov leží v katastrálním území Buzice o výměře 8,4 km².

## Historie
První písemná zmínka o vesnici pochází z roku 1800.

## Obyvatelstvo
| Rok            | 1869 | 1880 | 1890 | 1900 | 1910 | 1921 | 1930 | 1950 | 1961 | 1970 | 1980 | 1991 | 2001 | 2011 | 2021 |
| -------------- | ---- | ---- | ---- | ---- | ---- | ---- | ---- | ---- | ---- | ---- | ---- | ---- | ---- | ---- | ---- |
| Počet obyvatel | 64   | 59   | 54   | 51   | 70   | 62   | 43   | 31   | 25   | 21   | 8    | 5    | 7    | 6    | 7    |
| Počet domů     | 11   | 11   | 11   | 11   | 10   | 10   | 9    | 9    | 9    | 8    | 3    | 9    | 10   | 5    | 11   |

## Obecní správa
Při sčítání lidu v letech 1850–1973 Václavov byl osadou obce Buzice, se kterým patřil nejprve do okresu Blatná, ale od roku 1960 v okrese Strakonice. Od 1. ledna 1974 do 31. prosince 1992 byl částí města Blatná v okrese Strakonice. Od 1. ledna 1993 je opět částí obce Buzice v okrese Strakonice.